# دختردایی‌های من
دختردایی‌های من (ایتالیایی: Cugine mie) یک فیلم کمدی سکسی سبک ایتالیایی به کارگردانی مارچلو آوالونه است که در سال ۱۹۷۸ منتشر شد.

## گزیدهٔ بازیگران
- فرانکا گونلا
- کریستیانا بورگی
- الی گالیانی
- کارلو اسپوزیتو
- پائولا مائیولینی
- نیه‌بس ناوارو
- رناتو پینچیرولی